# خدرنق سيكيمي
خدرنق سيكيمي (الاسم العلمي: Cheiracanthium sikkimense) هو نوع من العناكب يتبع جنس الخدرنق من الفصيلة العناكب الكيسية. سمي هذا النوع نسبةً إلى منطقة سيكيم في الهند.